# Капо-ді-Понте
Капо-ді-Понте (італ. Capo di Ponte) — муніципалітет в Італії, у регіоні Ломбардія, провінція Брешія.
Капо-ді-Понте розташоване на відстані близько 500 км на північ від Рима, 110 км на північний схід від Мілана, 60 км на північ від Брешії.
Населення — 2480 осіб (2014).

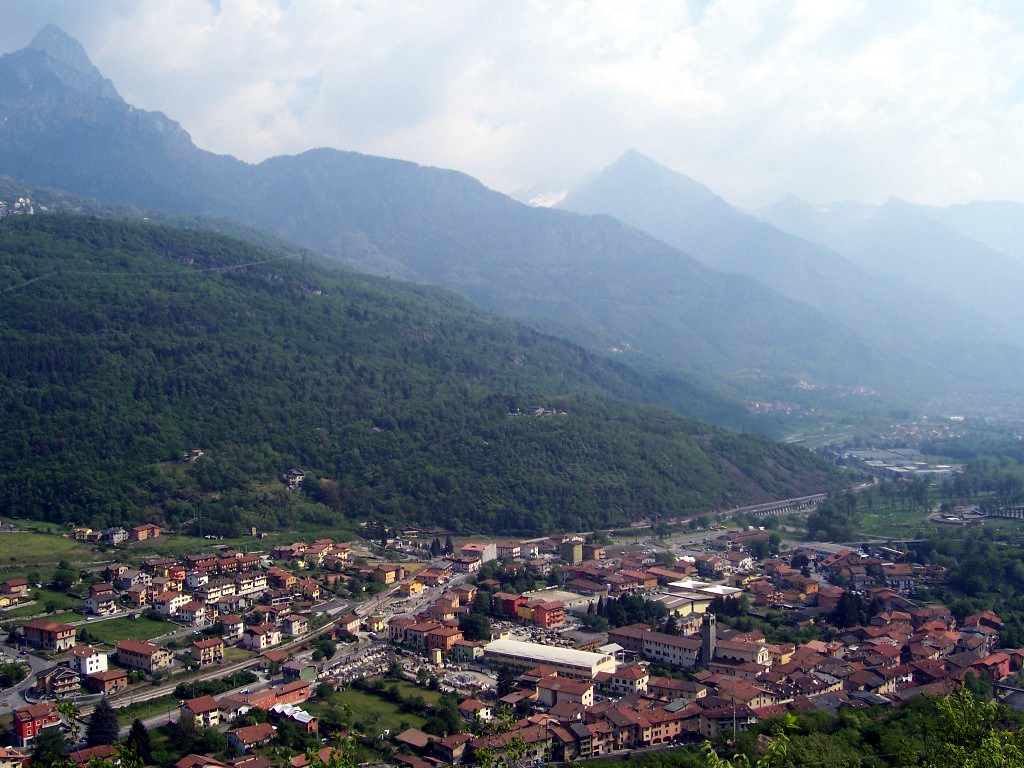

Щорічний фестиваль відбувається 11 листопада. Покровитель — святий Мартин.

## Демографія
Населення за роками:

Станом на 1 січня 2023 року в муніципалітеті офіційно проживало 119 іноземців з 16 країн, серед них 22 громадяни країн Євросоюзу та 9 громадян України.

## Сусідні муніципалітети
- Чедеголо
- Чето
- Чимберго
- Оно-Сан-П'єтро
- Паїско-Ловено
- Паспардо
- Селлеро